# Article 21 de la Constitution tunisienne de 1959
L'article 21 de la Constitution tunisienne de 1959 est le 21e des 78 articles de la Constitution tunisienne adoptée le 1er juin 1959.
Il est le quatrième article du deuxième chapitre intitulé « Le pouvoir législatif », qui décrit la composition de l'Assemblée nationale tunisienne, les conditions de ses membres, leurs attributions et son fonctionnement.

## Texte
« Est éligible à l'Assemblée nationale tout électeur né de père tunisien âgé de trente ans accomplis. »